# Friedel–Crafts reaktion
Friedel–Crafts reaktion är inom organisk kemi ett samlingsnamn för de elektrofila aromatiska substitutionsreaktioner som utvecklades av Charles Friedel och James Crafts år 1877. De brukar kallas Friedel–Crafts alkylering och Friedel–Crafts acylering.

## Friedel–Crafts alkylering
Friedel–Crafts alkylering innebär att en halogenalkan och ett aromatiskt kolväte reagerar med varandra och resultatet blir att det aromatiska kolvätet får en alkylgrupp bunden till sig. Vanligtvis används aluminiumklorid eller järnklorid som katalysator.

## Friedel–Crafts acylering
Friedel–Crafts acylering innebär att en syraklorid eller en anhydrid reagerar med ett aromatiskt kolväte och resultatet blir att det aromatiska kolvätet får en acylgrupp bunden till sig. Även här används aluminiumklorid eller järnklorid som katalysator. Om acylgruppen är en acetylgrupp kallas reaktionen Friedel–Crafts acetylering.
Friedel–Crafts reaktion har haft stor betydelse inom preparativ organisk kemi och kan tekniskt användas för produktion av etylbensen och kumen för vidare omvandling till styren respektive fenol och aceton.